# Громовержці*
«Громове́ржці*» (англ. Thunderbolts*) — американський супергеройський фільм, заснований на однойменній команді Marvel Comics. Виробництвом займеться компанія Marvel Studios, а поширенням — Walt Disney Studios Motion Pictures. Є 36-ю за рахунком кінокартиною в медіафраншизі «Кіновсесвіт Marvel» (КВМ) та останнім фільмом п'ятої фази. Режисером фільму виступив Джейк Шреєр, а сценаристом — Ерік Пірсон.
Випуск фільму в Україні відбувся 1 травня 2025 року.

## Синопсис
Студія Marvel збирає нестандартну команду антигероїв: Єлену Бєлову, Бакі Барнса, Червоного Вартового, Примару, Таскмастера та Джона Вокера. Опинившись у смертельній пастці, влаштованій Валентиною Аллеґрою де Фонтейн, ці знедолені аутсайдери вирушають на небезпечну місію, що змусить їх зіткнутися з найтемнішими тінями власного минулого. Чи розпадеться ця хаотична команда, чи зможе знайти спокуту та об’єднатися у щось більше, перш ніж стане запізно?

## Сюжет
Єлена Бєлова виконує завдання у Сінгапурі, яке їй доручила графиня Валентина Аллеґра де Фонтейн. Вона знищує корпорацію О. К. С. вчений з якої намагається попередити Єлену, що де Фонтейн зробила помилку і створила щось жахливе. Але Єлена не слухає. Сама ж графиня, якій загрожує імпічмент з поста директорки ЦРУ, постає перед Конгресом, який звинувачує її у численних нелегальних експериментах. За цим спостерігає Бакі Барнс, який став конгресменом. Засідання закінчується і Бакі вирішує діяти, щоб довести діло до справи. Сама ж Єлена навідується до свого названого батька Олексія Шостакова, який підробляє орендою лимузинів. Не дочекавшись від нього підтримки, вона отримує нове завдання від Валентини, після якого вирішує піти зі свого ремесла.
Бакі зустрічається з Валентиною на вечірці і намагається завербувати її асистентку Мел. Бєлова тим часом прибуває на об'єкт Валентини. Вона наказала знищити злодія, який намагається отримати докази про роботу Валентини. На об'єкті, Єлена знаходить Ейву Старр і документи про якийсь проєкт «Страж». Аж раптом на неї нападає Джон Вокер. Вона відбивається від нього, але з'являється Антонія Дрейкова, якій наказали вбити Вокера. Під час сутички Ейва Старр вбиває Дрейкову. Усі вцілілі доходять до висновку, що Валентина послала їх всіх у це місце, щоб вони повбивали один одного. Раптом, з контейнера поруч з'являється якийсь чоловік. Він каже, що його звуть Боб і він гадки не має, як сюди потрапив. Валентина дізнається, що команда вціліла і намагається знищити її за допомогою підпалювачів. Команді вдається врятуватися. Єлена, яка торкається Боба, раптом переживає знову свій перший іспит Чорної Вдови — вбивство дівчинки, яке переслідує її усе життя. Боб каже, що знає як це, відчувати пустку усередині. Єлена порадила йому загнати її якнайглибже. Команда у пошуках виходу, знаходить його у трубі. Вони вирішують притулитися один до одного спиною та рухатися нагору. Вони вже бачать вихід, і після перепалки з Вокером, вибираються. Той ненароком торкається Боба і переживає спогади конфлікту та розлучення з дружиною.
Валентина розуміє, що команда вибралася і відправляє групу зачистки. Також, вона дізнається про Боба і наказує брати його живим. Про це дізнається Шостаков і вирішує допомогти Єлені. Мел виявляє, що Боб — один з піддослідних проєкту «Страж». Вона теоретизує, що Боб успішно пройшов усі процедури і отримав суперсили, адже усі піддослідні цього проєкту гинули. Група зачистки прибуває до об'єкту. Команда розробляє план оборони, але усе йде нанівець і Джону, Єлені та Бобу доводиться відбиватися від солдатів, поки Ейва шукає машину. Вони намагаються втекти, але попадаються. Боб вирішує відволікти солдат на себе і команда їде геть. Солдати намагаються його розстріляти, але кулі дивовижиним чином не завдають йому шкоди. Раптом, він починає левітувати і злітає у повітря, після чого падає на недалекій відстані від об'єкту. Команда тікає, а група зачистки захоплює Боба та переправляє його до графині.
Зранку, команду знаходить Олексій та вони вирушають геть. По дорозі, вони згадують дитячу футбольну команду Єлени «Часопікські Громовержці». Раптом, їх починають переслідувати люди графині, яким було наказано знищити їх. Вони ледь відбиваються, але прибуває Бакі Барнс і знешкоджує усі машини, після чого захоплює команду. Мел тим часом дізнається про минуле Боба і виявляє, що через свої психічні розлади він став небезпечний після процедури перетворення. Валентина намагається переконати його працювати на неї і керувати його силами. У пустелі, Бакі розкриває, що захопив команду з метою усунення де Фонтейн — вони мають засвідчити про її темні справи. Але дізнавшись від дзвінка Мел про Боба, змінює свою думку та відпускає їх, щоб захопити де Фонтейн разом.
Прибувши до Нью-Йорка, вони прямують до колишньої Башти Месників, яку придбала Валентина. Вона каже, що створила нового супергероя, який має бути сильніший за усіх Месників. З'являється Боб, якого як виявляється, тепер звуть «Страж». Вона наказує йому розібратися з ними, що він і робить. Ніхто з команди не може йому нашкодити, тому вони програють. Валентина наказує знищити їх, але він не хоче цього робити. Команда йде і на виході її члени розсварюються. Кожен йде своєю дорогою. Боб тим часом розуміє, що Валентина хоче використати його як пішака і намагається її вбити. На слова Валентини, що вона його не боїться, він відповідає, що боятися треба не його. Але її рятує Мел, нейтралізувавши Рейнольдса. Вони йдуть, але це спричинює появу Пустки — істоти, яка уособлює темний бік Боба, усі його переживання, відчуття самотності та непотрібності.
Олексій примиряється з Єленою і вони бачать, що Пустка починає розповсюджувати свою темряву по Нью-Йорку, перетворюючи людей на тіні. Єлена вирішує достукатися до Боба і поринає у цю темряву. Вона опиняється у своєму минулому і пробивається крізь нього до Боба. Той каже, що цей найбезпечніше місце і він тут у безпеці. Вона намагається його підбадьорити, аж тут кімната намагається їх вбити. З'являється решта команди Громовержців і вони вирішують допомогти Бобу. Вони пробиваються крізь його спогади і знаходять Пустку. Сутність нейтралізує усю команду і Боб набирається сміливості, щоб битися з нею. Але незважаючи на його відвагу, Пустка починає його поглинати. Єлена це помічає і разом з рештою команди прямує Бобу на допомогу. Їм вдається дати йому зрозуміти, що він не самотній і тим самим, нейтралізувати Пустку, та врятувати людей. Проте Боб знову нічого не пам'ятає. Вони намагаються схопити Валентину, але вона оголошує їх новою командою супергероїв — Новими Месниками.
У першій сцені після титрів, Олексій намагається продати жінці у супермаркеті пластівці зі своїм зображенням.
У другій сцені після титрів, команда обговорює загрозу з космосу. Вони запитують зображення і бачать, що відкривається міжпросторовий портал, з якого вилітає зореліт, на якому зображена цифра 4.

## Акторський склад
- Флоренс П'ю — Єлена Бєлова / Чорна вдова[4]:
Сестра покійної Наташі Романової та лідерка «Громовержців», яка навчалася в Червоній кімнаті бути Чорною вдовою. На момент подій фільму, працює на графиню де Фонтейн, та страждає від депресії.
- Себастіан Стен — Джеймс Б'юкенен «Бакі» Барнс / Зимовий солдат / Білий Вовк:
Удосконалений солдат, найкращий друг Стіва Роджерса в 1940-х роках і член «Громовержців», який, як вважалося раніше, загинув у бою під час Другої світової війни, перш ніж знову з'явитися як убивця з промитими мізками в наш час. На момент фільму став конгресменом
- Ганна Джон-Кеймен — Ейва Старр / Привид:
Жінка з молекулярною нестабільністю та членкиня «Громовержців», яка може проходити крізь предмети.
- Ваятт Расселл — Джон Вокер / Агент США:
Суперсолдат і член «Громовержців», який був нагородженим капітаном рейнджерів армії США та Капітаном Америкою, перш ніж уряд США з ганьбою звільнив його, через брутальне вбивство члена Руйнівників прапорів.
- Девід Гарбор — Олексій Шостаков / Червоний вартовий:
Радянський суперсолдат і член «Громовержців», що є аналогом Капітана Америки та названим батьком Наташі Романової та Белової.
- Джулія Луїс-Дрейфус — Валентина Аллеґра де Фонтейн[en]: Графиня, яка намагається зберегти обличчя перед правосуддям.
- Ольга Куриленко — Антонія Дрейкова / Таскмайстер:
Жінка, яка раніше була під контролем свого батька Дрейкова для виконання завдань для Червоної кімнати, перш ніж її звільнили.
- Льюїс Пуллман — Роберт "Боб" Рейнольдс / Страж:  Колишній наркоман та єдиний вцілілий піддослідний проєкту «Страж». Після проходження процедури, отримав надлюдські здібності, але також проявився його темний бік - Пустка.
- Джеральдін Вісванатан — Мел: асистентка Валентини
- Кріс Бауер — Холт: офіцер O.X.E. Group
- Венделл Пірс[en] — Гарі: конгресмен

## Виробництво

### Розробка
Під час виробництва фільму «Вартові Галактики» (2014) режисер Джеймс Ґанн висловив зацікавленість у створенні фільму на основі Громовержців голові Marvel Studios Кевіну Файґі, на що йому відповіли, що це цілком можливо, враховуючи успіх «Вартових Галактики». До 2021 Ґанн більше не був зацікавлений у фільмі про Громовержців після режисури фільму DC Films «Загін самогубців: Місія навиліт» (2021), враховуючи, що Загін самогубців схожий за концепцією з Громовержцями. У червні 2018 року Ганна Джон-Кеймен висловила ентузіазм з приводу повторення своєї ролі Ейви Старр / Привида з фільму «Людина-мураха та Оса» (2018) у фільмі про Громовержців, оскільки версія персонажа з коміксів була членом цієї команди.
Припущення про те, що в Кіновсесвіті Marvel (КВМ) з'являться Громовержці, з'явилися в середині 2019 після оголошення про те, що Даніель Брюль знову виконає роль Гельмута Земо в серіалі Disney+ «Сокіл і Зимовий солдат» (2021). У цьому серіалі, а також у фільмі «Чорна вдова» (2021) Джулія Луїс-Дрейфус з'явилася в ролі Валентини Аллеґри де Фонтейн, яка працює з Джоном Вокером / Агентом США у виконанні Ваятта Расселла та Оленою Беловою / Чорною вдовою у виконанні Флоренс дозволяє припустити, що вона набирає команду лиходіїв або антигероїв, подібну до Громовержців. Під час виходу серіалу «Сокіл та Зимовий солдат» фанати вважали, що Громовержці з'являться в серіалі з огляду на появу Земо, Вокера та де Фонтейн. Виконавчий продюсер Нейт Мур сказав, що команда ніколи не розглядалася для серіалу, бо вони не хотіли «затуманювати історію» запровадженням чи повторним запровадженням групи персонажів, коли вони намагалися обслужити інші аспекти своєї історії. Головний сценарист Малкольм Спеллман додав, що, схоже, навколо вистави команди було «багато балаканини», додавши: «Я не знаю, божевільні фанати чи ні».
До червня 2022 року, після презентації Джейка Шреєра, яка «потрясла» керівників Marvel Studios, режисером «Громовержців» був призначений Шреєр, сценаристом — Ерік Пірсон, а продюсером — Файґі. На той час Marvel Studios підтримувала контакт з потенційними акторами фільму, щоб обговорити їхню готовність до повторного виконання своїх ролей. Багато коментарів припустили, що команда може складатися з таких персонажів, як Гельмут Земо, Олена Белова, Таскмайстер, Агент США, Привид, Огида, Бакі Барнс або Клінт Бартон, з Валентиною Аллеґрою де Фонтейн або Гельмутом Земо на чолі команди. Deadline Hollywood припустив, що Таддеус «Громовержець» Рос також може бути використаний у складі команди, враховуючи смерть актора Вільяма Герта, оскільки цей персонаж має тісні зв'язки з командою з коміксів. ComicBook.com вважає, що замість того, щоб міняти актора на роль Росса, Marvel Studios могла б ввести на його місце Роберта Маверика, який був другим персонажем у коміксах, що став Червоним Галком.

### Кастинг
У вересні 2022 року було підтверджено, що Себастіан Стен, Джон-Кеймен, Рассел, Луїс-Дрейфус, П'ю, Девід Гарбор та Ольга Куриленко повернулися до своїх ролей.

### Зйомки
Знімальний період розпочався 12 серпня 2023 року у Атланті.

## Прем'єра
Фільм «Громовержці» вийшов в прокат 1 травня 2025 року в Україні.

## Сприйняття
На агрегаторі рецензій Rotten Tomatoes 88 % критиків дали фільму позитивну оцінку. Консенсус критиків сайту стверджує: «Зібравши розрізнену банду аутсайдерів з Флоренс П'ю як їхньою магнетичною зірочкою, „Громовержці*“ освіжаюче повертаються до перевіреного зразка найкращих пригод MCU». Metacritic підсумував критичну реакцію як «загалом схвальну», виходячи з середньозваженої оцінки 68 зі 100.
Манохла Дарґіс у The New York Times похвалила взаємодію та самопереживання персонажів, але назвав бойові сцени затягненими і зазначив, що вся команда «Громовержців*» поступається «Месникам» або «Вартовим галактики». Вперше представлена в коміксах у 1997 році, ця група була перевтілена в фільмі у дратівливих, сварливих, але зрештою симпатичних антигероїв, пройдисвітів, яких можна виправити.
Емі Ніколсон у Los Angeles Times описала «Громовержців*» як посередній фільм, який заповнює час в очікування «Месники: Судний день», однак не претендує бути чимось великим і сам з цього іронізує. «Громовержці*» цікаві порівняною реалістичністю своїх персонажів, де «ніхто не літає, всі вони просто б'ють та стріляють». Фільм насміхається сам із себе, перш ніж це зроблять глядачі, додаючи зірочку до назви — натяк, що супергерої воліли б назвати себе грандіозніше, але не відчувають себе гідними цього.
Денис Федорук на ITC.ua зробив висновок, що творці фільму спробували зробити дещо доросліший фільм, ніж попередні: про психологічні травми, про внутрішні страхи і депресію. Проте драматургія поверхнева і слабка, а в цілому фільм вторинний. Критик також зазначив, що сцена після титрів виглядає обурливою для українських глядачів (де Червоний вартовий пропонує назвати команду «AvengerZ»).